# Francisco de Sales Ramos da Costa

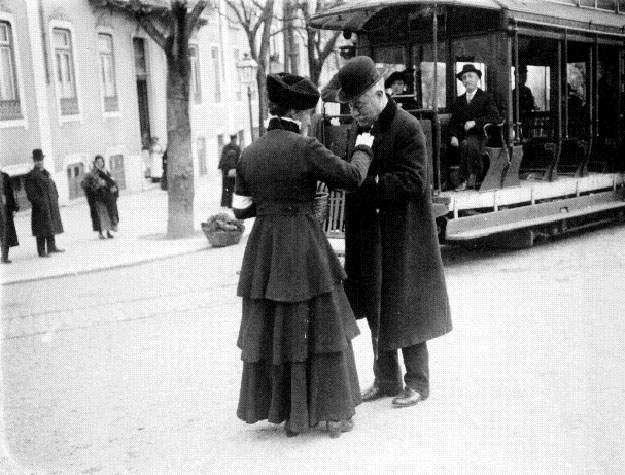
Ramos da Costa em Lisboa, em 1917, dando para o Peditório da Flor, em apoio às vítimas da Primeira Guerra.

Francisco de Sales Ramos da Costa (Sines,  — , ) foi um político português. Exerceu como deputado na Assembleia Nacional Constituinte, de 1911 a 1914 e era coronel de artilharia no Exército Português, tendo estado ligado ao restabelecimento do Real Arsenal do Exército.
Em 1922, o senador Coronel Ramos da Costa, na qualidade de presidente da Comissão Central 1º de Dezembro (10 de Março de 1915 a 8 de Maio de 1935), apresentou ao Senado da República um projeto-lei no sentido do Palácio da Restauração, no Rossio (Lisboa), ser considerado Monumento Nacional e com a proposta de adquiri-lo aos Condes de Almada.